# Carúncula

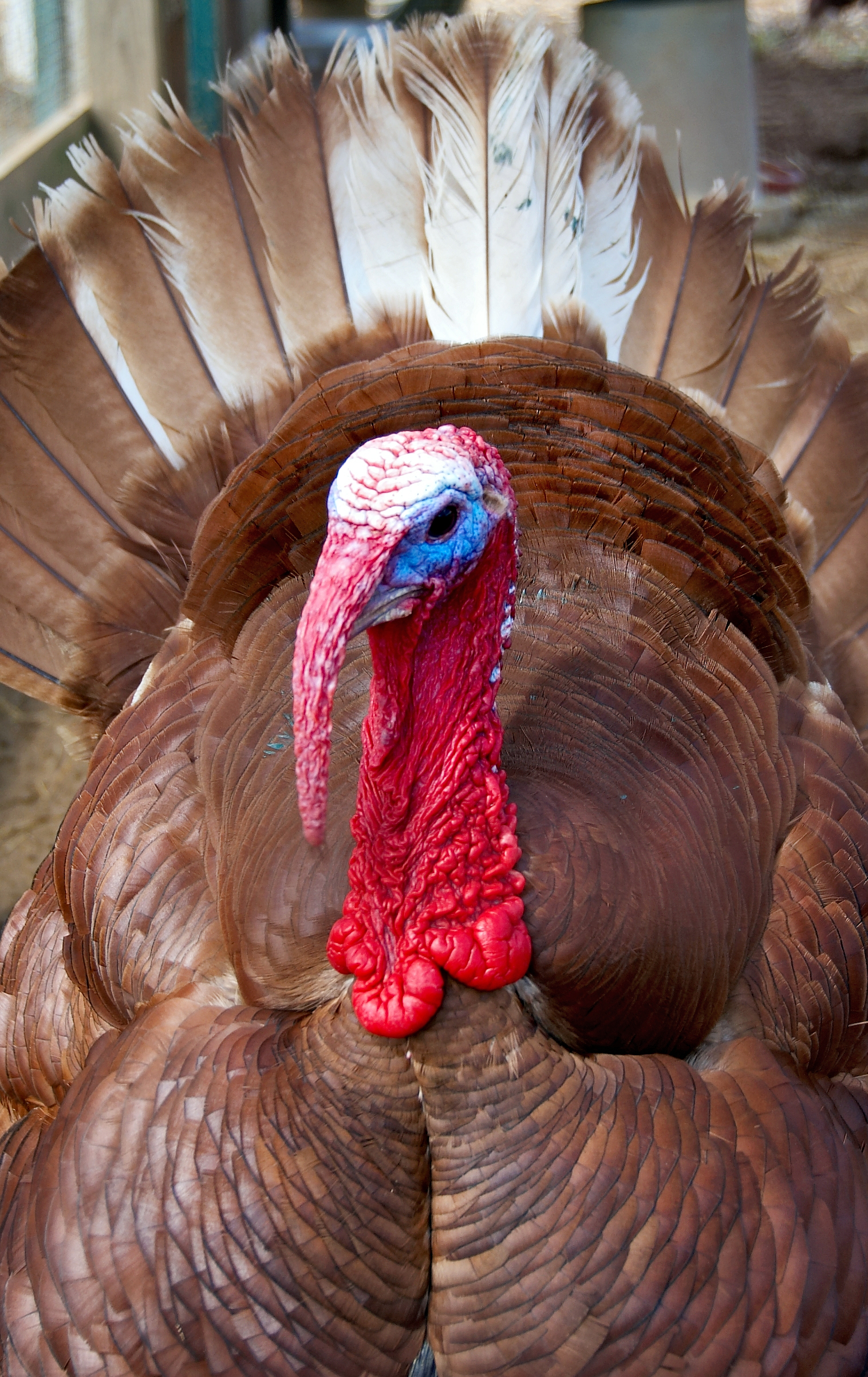
El comúnmente denominado moco del pavo es un tipo de carúncula.

Las carúnculas son carnosidades que presentan algunas aves en la cabeza y el cuello generalmente de colores vivos. Son zonas sin plumas de extensión variable (aunque también pueden presentar algunas pequeñas plumas diseminadas), que pueden localizarse alrededor de los ojos y las mejillas, cubrir totalmente la cabeza o el cuello, o bien formar protuberancias de naturaleza eréctil, como crestas y otro tipo de abultamientos colgantes cerca del pico, en la garganta o el cuello. El término procede del latín «caruncula» que es el diminutivo de «carō» que significa carne.
Con frecuencia las carúnculas son caracteres sexuales secundarios, siendo las de los machos más grandes, de coloración más intensa o incluso pueden ser de distinto color, o bien ser los únicos en presentarlas. Por ejemplo las crestas de los gallos son mayores que las de las gallinas, y solo los machos de las filepitas suimanga presentan carúnculas faciales. Las carúnculas generalmente se desarrollan totalmente o alcanzan su pigmentación definitiva con la madurez sexual, y suelen tener colores más intensos y mostrarse más turgentes en la época de reproducción.

## Función
Las carúnculas de las aves suelen ser elementos ornamentales usados por los machos para atraer a las hembras en el cortejo. Poseer carúnculas grandes o muy coloreadas indica altos niveles de testosterona, que están bien alimentados y que tienen una gran capacidad para eludir a los depredadores mostrando así la buena calidad de sus genes. 
Se ha propuesto que estos órganos además están asociados con los genes que codifican la resistencia a las enfermedades. Se cree que en las aves que viven en regiones tropicales las carúnculas desempeñan un papel en la termorregulación, al conseguir que se enfríe más rápido la sangre que fluye por ellas.

## Aves con carúnculas
Muchas especies de aves de diversas familias presentan carúnculas. Las familias de aves que presentan algún miembro carunculado son:
- Phasianidae (faisanes, gallos y pavos)
- Cathartidae (cóndores y zopilotes)
- Falconidae (halcones)
- Accipitridae (águilas y buitres)
- Casuariidae (casuarios)
- Bucorvidae (cálaos terrestres)
- Bucerotidae (cálaos voladores)
- Ciconiidae (cigüeñas)
- Threskiornithidae (ibis y espátulas)
- Charadriidae (avefrías)
- Anatidae (cisnes, patos y gansos)
- Pelecanidae (pelícanos)
- Phalacrocoracidae (cormoranes)
- Sulidae (alcatraces)
- Cuculidae (cucos y afines)
- Musophagidae (turacos)
- Cacatuidae (cacatúas)
- Psittacidae (loros y guacamayos)
- Coliidae (pájaros ratón)
- Callaeidae (kokako, tieke y huia †)
- Campephagidae (orugueros)
- Icteridae (turpiales, caciques y afines)
- Meliphagidae (mieleros)
- Monarchidae (monarcas)
- Picathartes (picatartes)
- Platysteiridae (batis carunculados)
- Sturnidae (estorninos, minás y afines)
- Pycnonotidae (bulbules)
- Tyrannidae (viudita picoplata)
- Philepittidae (filepitas)
- Pellorneidae (tordinas y afines)
- Leiothrichidae (charlatanes y afines)

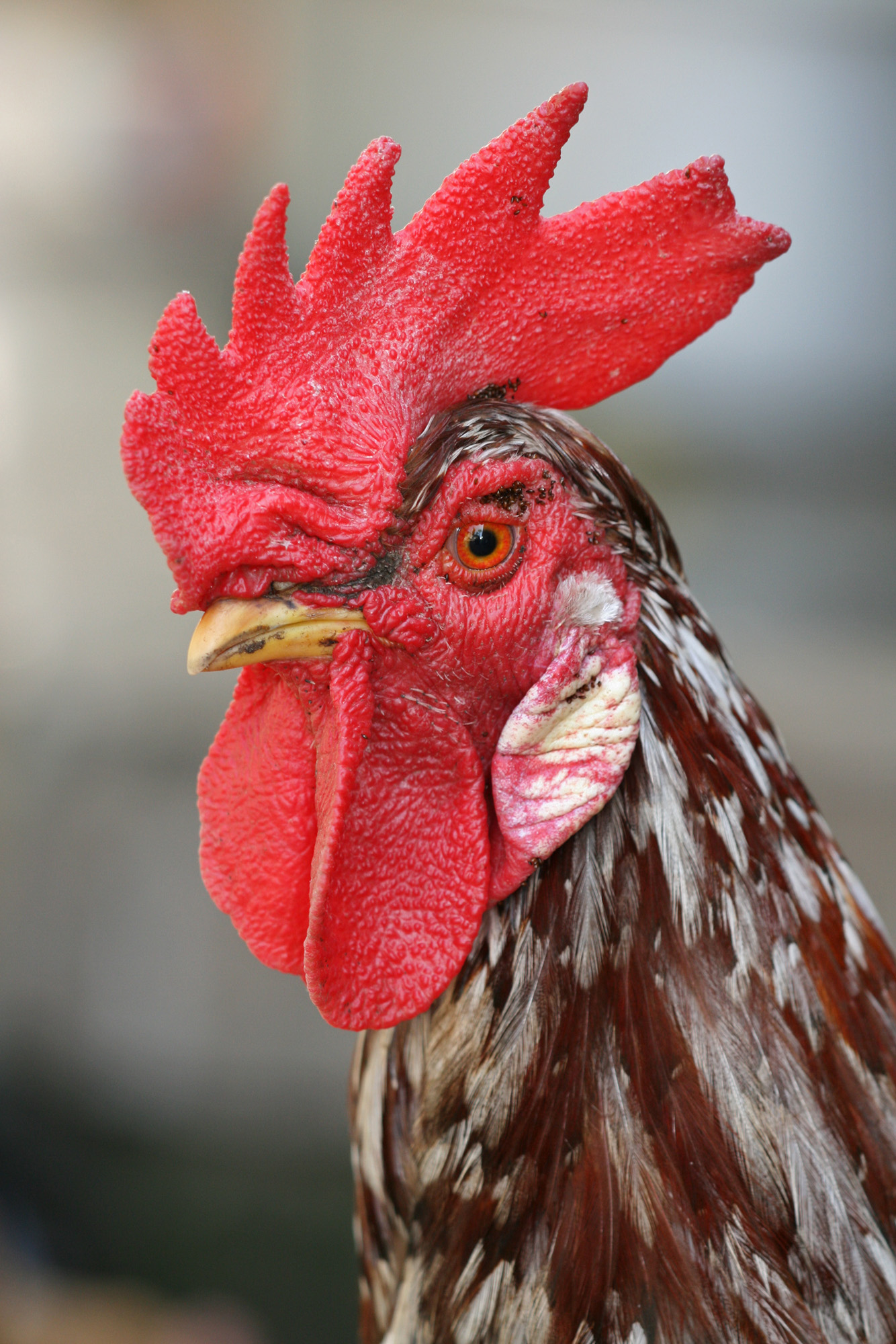
Los gallos con grandes crestas son más atractivos para las gallinas.
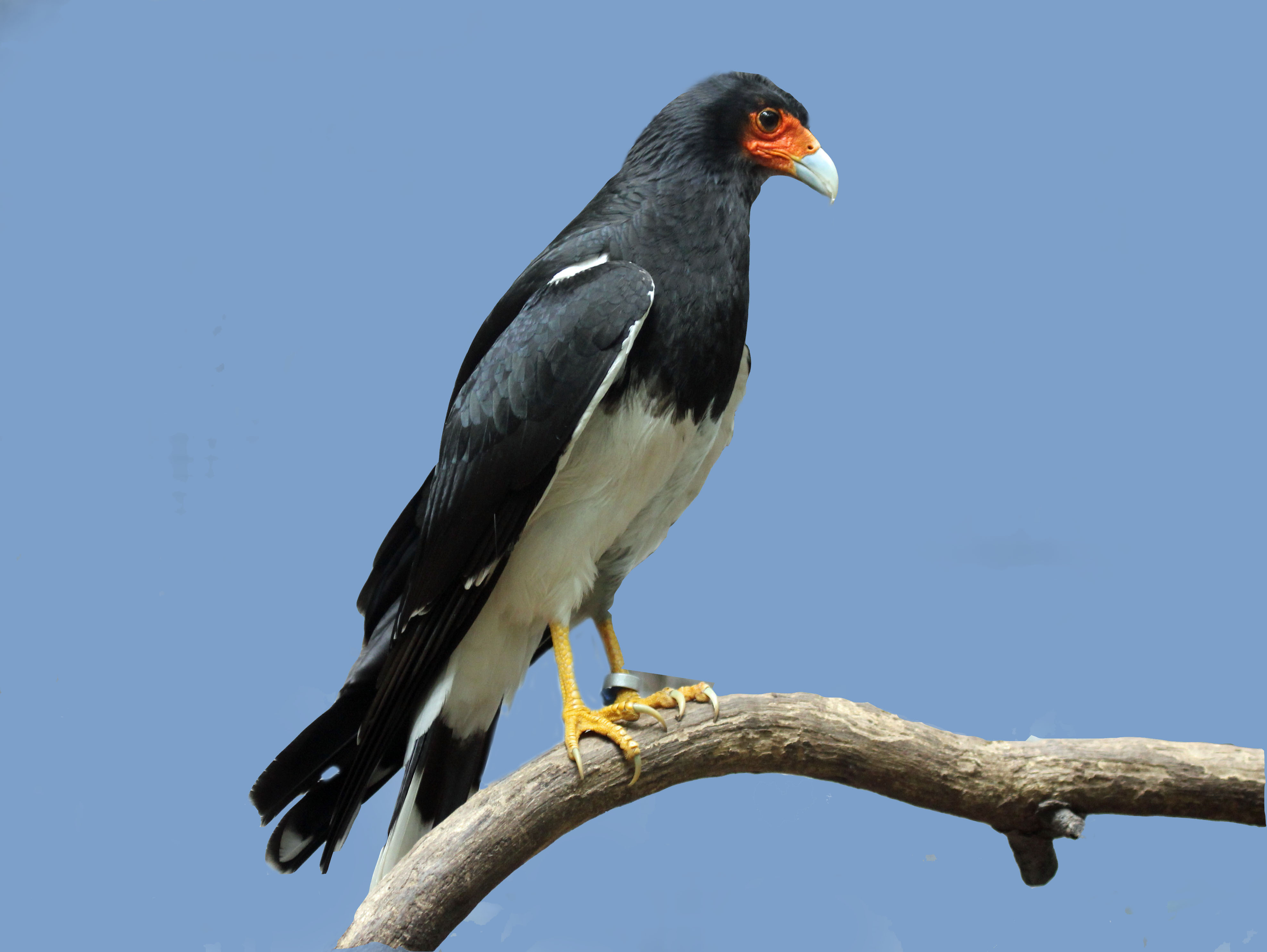
Los caracarás como muchos halcones presentan rostros carunculados.
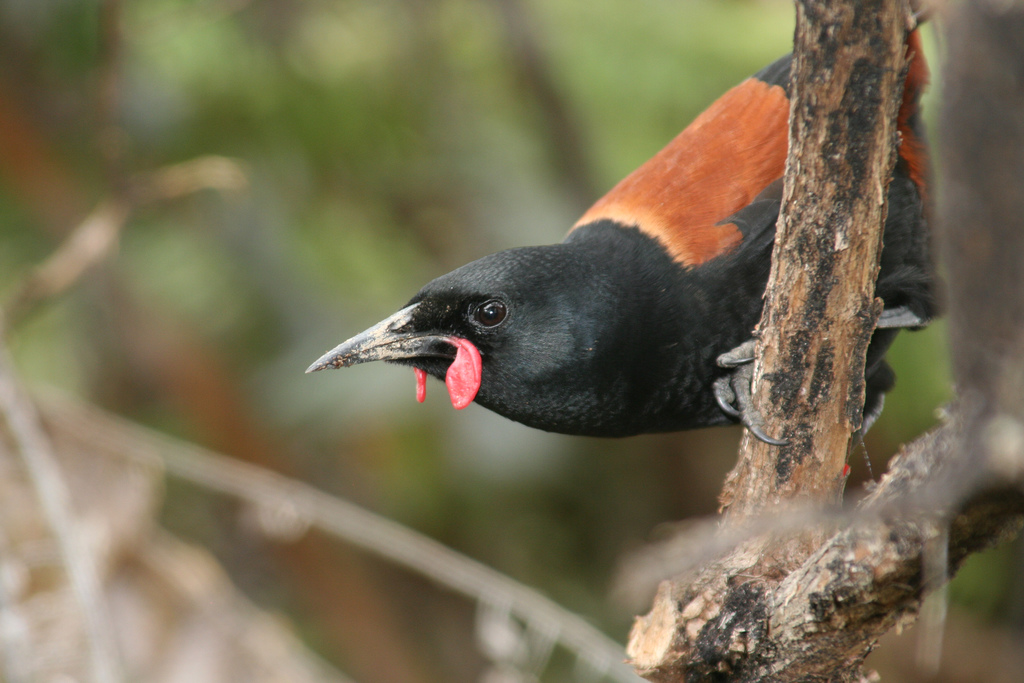
El tieke de Nueva Zelanda presenta carúnculas colgantes a los lados del pico.
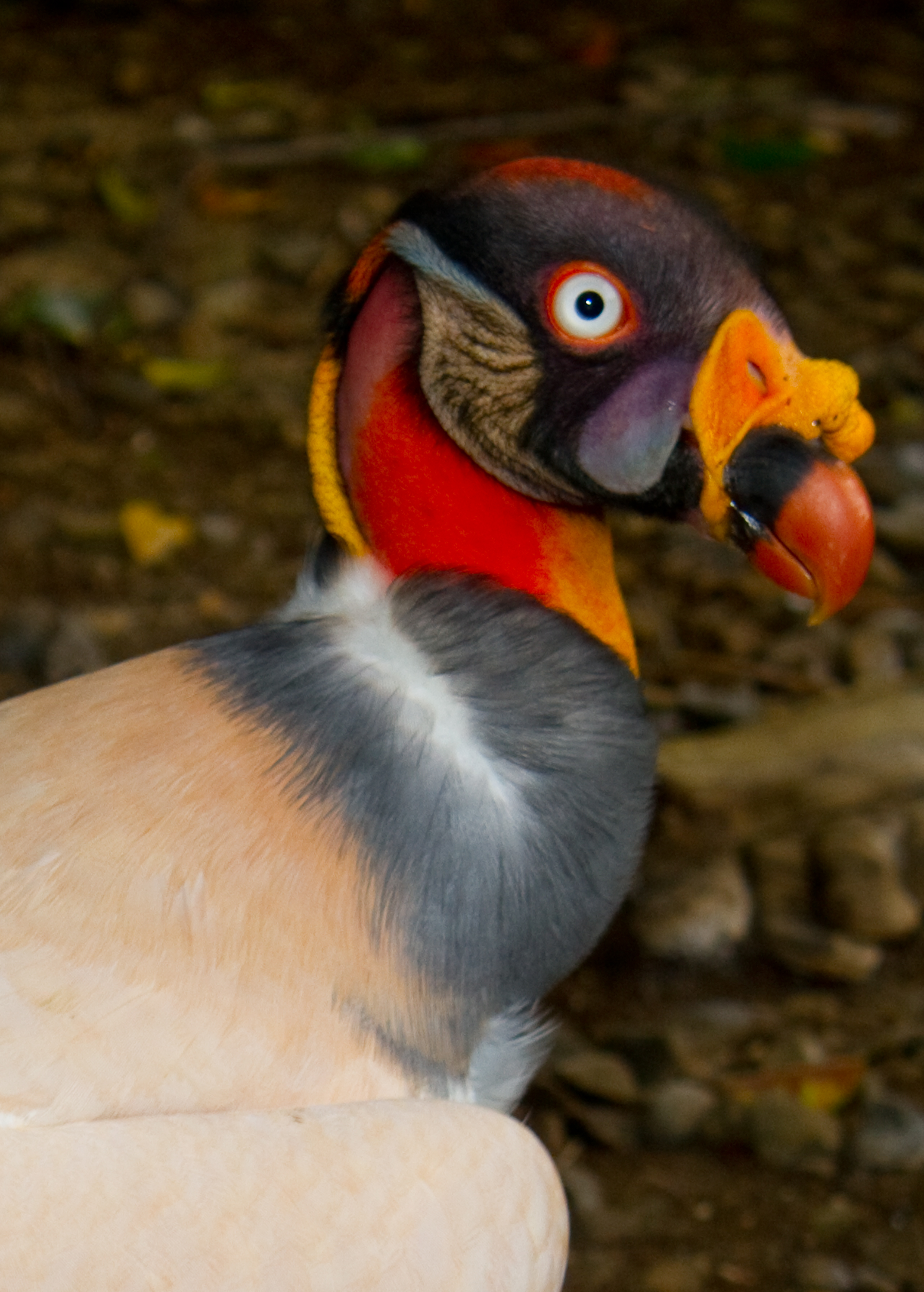
El zopilote rey presenta carúnculas de múltiples colores.
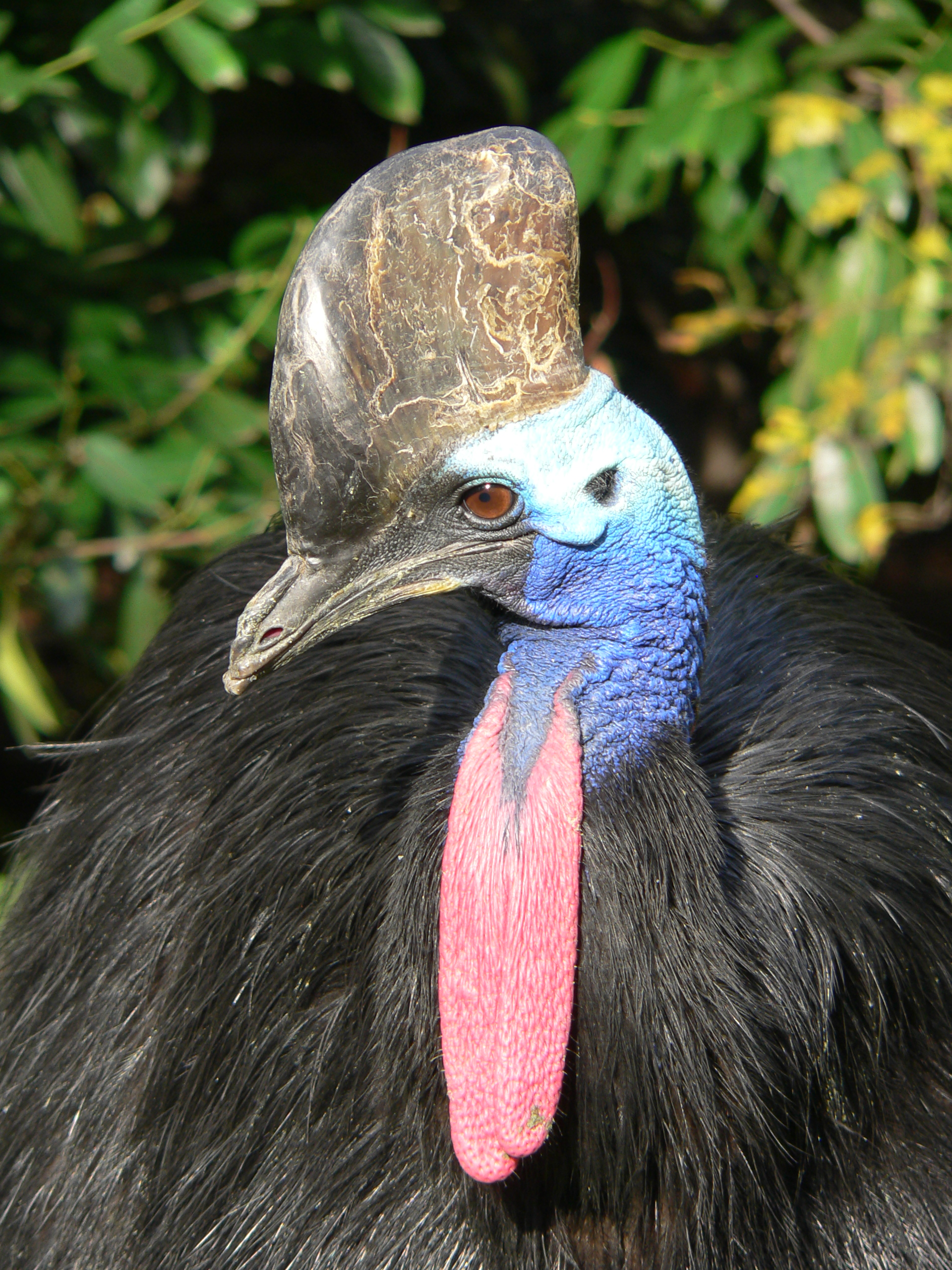
El casuario tiene la cabeza y cuello cubierto de carúnculas azules y dos colgantes rojas.
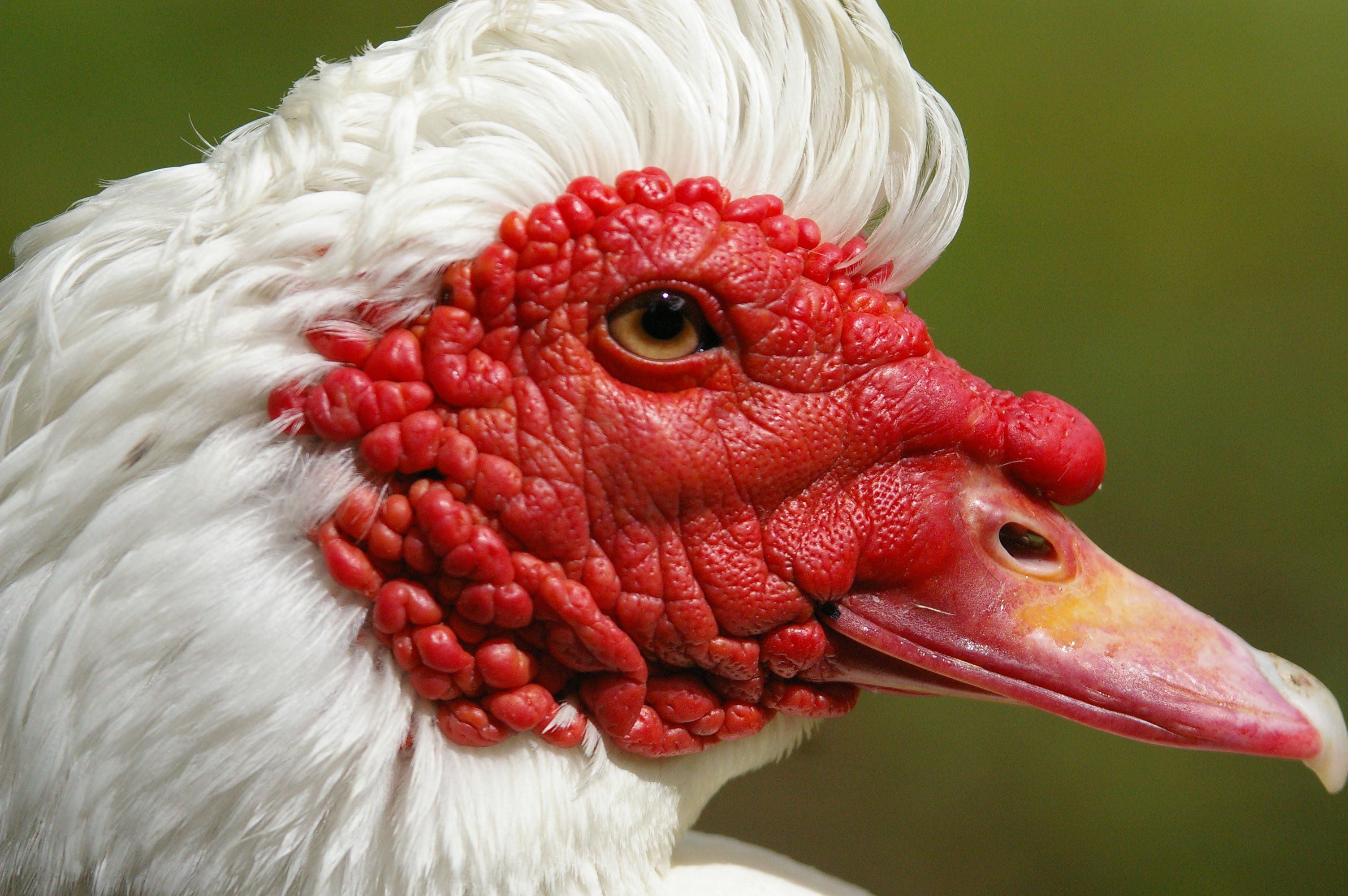
El pato criollo tiene toda la cara cubierta de carúnculas rojas.